# Незамаевская волость
Незамаевская волость — волость в составе Медынского уезда Калужской губернии. Центр — существующее село Незамаево.
Ныне территория Медынского района Калужской области Российской Федерации.

## География
Расположена была волость в пределах Смоленско-Московской возвышенности.

## Состав
- Агарево (Огарево)
- Архангельская
- Бакеево
- Бородино (Бордина)
- Возжихино (Вожжихино)
- Глинки
- Дунино (Казанская церковь, 1817)
- Зонино
- Ильинка (Ильинское)
- Каракуново (Хорошево)
- Кобелево
- Крупа (Крупы)
- Лавино
- Лапино
- Ларионово (Рахманино, Рахманово, Остреилово)
- Лыково
- Львово
- Манино
- Медниково (Медники)
- Незамаево (Юзамаево)
- Никитское (Михайловская церковь, 1714)
- Николаевка
- Никольское
- Передел (Юдино) — волостной центр (Ильинская церковь, 1765)
- Пономариха
- Похожаево
- Раево
- Семеновское (Семен-Святой, Семено)
- Скородинка
- Слепцово
- Сосновцы
- Ступино
- Федосово
- Щербинино (Толстиково)